# Pierre Boudehent
Pour les articles homonymes, voir Boudehent.
Pas d'image ? Cliquez ici

a Compétitions nationales et continentales officielles uniquement.

b Matchs officiels uniquement.
Dernière mise à jour le 24 mai 2025.
Pierre Boudehent, né le 6 février 1998 à Angers (Maine-et-Loire), est un joueur français de rugby à XV et à sept qui joue au poste d'ailier ou centre au RC Vannes et en équipe de France de rugby à sept, avec laquelle il a participé à la coupe du monde en 2018.  
Formé au Stade rochelais, il est prêté au RC Vannes en 2020, avant de rejoindre le Stade français en 2023 qui le prête de nouveau en Bretagne lors de la saison suivante avant de le vendre au sein de ce même club. 
Son frère Paul est également rugbyman à La Rochelle.

## Biographie
Après quelques matchs en équipe de France de rugby à sept lors du Seven's Grand Prix Series 2017, Pierre Boudehent se révèle aux yeux du grand public grâce à une première année réussie en club (avec douze matchs dont six titularisations en Top 14).
Il connait ainsi ses premières sélections en équipe de France des moins de 20 ans, avec qui il remporte le Tournoi des Six Nations. Mais il ne fera pas partie du groupe des moins de 20 ans pour la coupe du monde de 2018, étant en revanche sélectionné pour la coupe du monde de rugby à sept la même année. Il y participe notamment à la victoire contre l'Australie, qualifiée de petit exploit par la presse, au vu de la saison de l'équipe de France,. Cette participation à la coupe du monde, donne une importance grandissante à Boudehent dans le groupe.
En février 2020, il est prêté au club breton du RC Vannes en tant que joker médical d'Albert Vulivuli.
À partir de la saison 2023-2024, il rejoint le Stade français, où il s'engage jusqu'en 2026.
Lors de la saison 2024-2025, il se voit de nouveau prêté au sein du club vannetais. 
Le 22 mai 2025, il s'engage définitivement avec le club breton jusqu'en 2028.   

## Statistiques

### En club
| Saison                | Club                  | Championnat | Championnat | Championnat | Coupe d'Europe                         | Coupe d'Europe                         | Coupe d'Europe                         |
| Saison                | Club                  | Compétition | Matchs      | Essais      | Compétition                            | Matchs                                 | Essais                                 |
| --------------------- | --------------------- | ----------- | ----------- | ----------- | -------------------------------------- | -------------------------------------- | -------------------------------------- |
| 2019-2020             | → RC Vannes           | Pro D2      | 1           | 1           | Pas de qualification en Coupe d'Europe | Pas de qualification en Coupe d'Europe | Pas de qualification en Coupe d'Europe |
| Total Vannes          | Total Vannes          | Pro D2      | 12          | 1           |                                        |                                        |                                        |
| 2017-2018             | Stade rochelais       | Top 14      | 10          | 4           | Coupe d'Europe                         | 2                                      | -                                      |
| 2018-2019             | Stade rochelais       | Top 14      | 1           | -           | Challenge européen                     | 1                                      | -                                      |
| 2019-2020             | Stade rochelais       | Top 14      | 1           | -           | Coupe d'Europe                         | 1                                      | -                                      |
| 2020-2021             | Stade rochelais       | Top 14      | 3           | -           | Coupe d'Europe                         | -                                      | -                                      |
| 2021-2022             | Stade rochelais       | Top 14      | 12          | 1           | Coupe d'Europe                         | 3                                      | 1                                      |
| 2022-2023             | Stade rochelais       | Top 14      | 6           | 1           | Champions Cup                          |                                        |                                        |
| Total Stade rochelais | Total Stade rochelais | Top 14      | 33          | 6           | Coupes d'Europe                        | 7                                      | 1                                      |
| Total                 | Total                 | Top 14      | 45          | 7           | Coupes d'Europe                        | 7                                      | 1                                      |

## Palmarès

### En club
- Stade rochelais
  - Finaliste du Champion de France espoirs en 2019

### En équipe nationale
- France -20
  - Vainqueur du Tournoi des Six Nations des moins de 20 ans en 2018